# The Ewok Adventure
Caravana curajului: O aventură Ewok (titlu original: Caravan of Courage: An Ewok Adventure) este un film american științifico-fantastic de televiziune din 1984, un spin-off bazat pe universul Star Wars. Are loc pe luna pădure Endor și îi prezintă pe Ewok, care îi ajută pe doi frați tineri oameni în timp ce încearcă să-și găsească părinții.
Filmul, cunoscut ca The Ewok Adventure,  a avut o lansare limitată în cinematografele internaționale, pentru care a fost reintitulat Caravan of Courage: An Ewok Adventure. A avut o continuare, Ewoks: The Battle for Endor, în 1985.

## Prezentare
Pe luna pădure Endor, crucișătorul stelar al familiei Towani zace distrus. Familia Towani (Catarine, Jeremitt, Mace și Cindel) este blocată. Când Catarine și Jeremitt dispar (fiind capturați de Gorax), copiii sunt găsiți de Ewok Deej. După ce Mace încearcă să-i omoare, ewoks îl supun și îi duc pe ambii copii acasă la ei. Acolo, Cindel și Wicket devin prieteni. La scurt timp după aceea, Ewoks ucid un lup mistreț doar pentru a găsi un monitor de viață de la unul dintre părinții Towanie.
Îl caută pe înțeleptul Ewok Logray care îi informează că părinții au fost luați de monstruosul Gorax, care locuiește într-o zonă pustie și periculoasă. Se formează o Caravană ewok pentru a-i ajuta pe copii să-și găsească părinții. Ei se întâlnesc cu vesela Izrina și cu un Ewok gălăgios pe nume Chukha-Trok înainte de a ajunge în sfârșit la bârlogul Goraxului. Aceștia intră în luptă cu Gorax, eliberându-i pe Jeremitt și Catarine, dar Chukha-Trok este ucis. Gorax este considerat distrus atunci când este doborât într-o prăpastie, dar este nevoie de o lovitură finală din partea lui Mace (folosind toporul lui Chukha-Trok) pentru a ucide creatura, care încearcă să se urce înapoi după ei. Astfel reuniți, soții Towani decid să rămână cu Ewok până când vor putea repara crucișătorul stelar, iar Izrina pleacă pentru a se întoarce la familia ei.

## Distribuție
- Warwick Davis - Wicket W. Warrick
- Aubree Miller - Cindel Towani
- Eric Walker - Mace Towani
- Fionnula Flanagan - Catarine Towani
- Guy Boyd - Jeremitt Towani
- Daniel Frishman - Deej
- Debbie Lee Carrington - Weechee
- Tony Cox - Widdle
- Kevin Thompson - Chukha-Trok
- Margarita Fernández - Kaink
- Pam Grizz - Shodu
- Bobby Bell - Logray
- Burl Ives - Narator (voce)
- Darryl Henriques - Wicket (voce) (ca Daryl Henriquez)
- Sydney Walker - Deej (voce)